# Сьєрра-де-ла-Вентана
Сьє́рра-де-ла-Вента́на (ісп. Sierra de la Ventana), або Вента́нья (ісп. Sierra de Ventania) — система острівних гір на півдні рівнини Пампа в провінції Буенос-Айрес в Аргентині.
Має 6 піків, висота яких сягає понад 1 000 м. Найвища гора системи та й усієї провінції Буенос-Айрес — гора Трес-Пікос («Три піки») висотою 1 243 м. Інші вершини: Ла-Вентана (1 184 м), Дестьєрро-Прімеро (1 172 м), Напоста-Гранде (1 108 м), Кура-Малаль-Гранде (1 037 м) та Кура-Малаль-Чіко (1 000 м).
Протяжність — 195 км з північного заходу на південний схід.
Складені палеозойськими осадовими та метаморфічними породами на докембрійській гранітогнейсовій основі.
В рельєфі переважають гладкі форми. Територія масиву покрита ксерофітними субтропічними лісами та чагарниками.
| Аргентина | Це незавершена стаття з географії Аргентини. Ви можете допомогти проєкту, виправивши або дописавши її. |